# Agathosma giftbergensis
Agathosma giftbergensis är en vinruteväxtart som beskrevs av Henry Phillips. Agathosma giftbergensis ingår i släktet Agathosma och familjen vinruteväxter. Inga underarter finns listade i Catalogue of Life.